# Веселовка (Сумская область)
Веселовка (укр. Веселівка) — село,
Беловодский сельский совет,
Сумский район,
Сумская область,
Украина.
Код КОАТУУ — 5924781102. Население по переписи 2001 года составляло 67 человек.

## Географическое положение
Село Веселовка находится в 3-х км от левого берега реки Снагость.
Рядом с селом протекает безымянная речушка по которой проходит граница с Россией.
на противоположном берегу — село Успеновка (Курская область).
По селу протекает пересыхающий ручей с запрудой.

## История
В конце марта 2025 года, в ходе вторжения России на Украину, ВС РФ захватили село.